# 弗朗西斯科·皮蒙泰西
弗朗西斯科·皮蒙泰西（義大利語：Francesco Piemontesi，1983年7月7日—）是一名瑞士钢琴家。

## 生平
1983年出生于洛迦诺，曾在汉诺威音乐与戏剧学院跟从阿里·瓦迪学习，之后与阿尔弗雷德·布伦德尔有过紧密合作。他获得几个重要赛事的奖项，包括2007年在布鲁塞尔举行的伊丽莎白王后国际音乐比赛，使他在国际上声名鹊起。2009年他获得BBT的奖学金。2009至2011年间他被英国广播公司选为“新一代艺术家”。2012年，皮蒙泰西被宣布为意大利赛提码五月音乐节的艺术总监，并为他所演奏的亨德尔、勃拉姆斯、巴赫和李斯特的作品的“演奏会”唱片而获得了英国广播公司音乐杂志的“新来者”奖。2012年起他唯一地为法国商标“朴素的古典音乐”公司录制唱片。现居柏林。
弗朗西斯科·皮蒙泰西曾与全世界范围内的各大乐团同台演出，包括：克利夫兰交响乐团、伦敦爱乐乐团、巴伐利亚广播交响乐团、伯明翰市立交响乐团、日本广播协会爱乐乐团、莱比锡格万特豪斯（布商大厦）管弦乐团、法国广播爱乐乐团、东柏林广播交响乐团和柏林德意志爱乐乐团。他与祖宾·梅塔、罗杰·诺林顿、夏尔·迪图瓦、吉里·贝洛拉维克、斯坦尼斯瓦夫·斯克罗瓦切夫斯基、弗拉基米尔·阿什肯纳齐、唐·库普曼和马雷克·雅诺夫斯基这些指挥家合作，并出席许多国际音乐节，如英国广播公司逍遥音乐节、爱丁堡国际音乐节、艾克斯普罗旺斯音乐节及莫扎特音乐节。

## 作品

### 录音
- 德彪西：前奏曲，Naïve，2015年[1]
- 莫扎特：钢琴作品，Naïve，2014年[1]
- 舒曼 | 德沃夏克：钢琴协奏曲（英国广播公司交响乐团，耶日·贝洛拉维克），2013年[1]
- 弗朗克·马丁：长笛作品全集（艾曼纽·帕胡德，瑞士罗曼德管弦乐团，蒂埃里·菲舍尔），“瑞士音乐公司”，2012年[2]
- 演奏会：亨德尔，勃拉姆斯，巴赫，李斯特，“阿文蒂古典音乐”公司，2010年[3]
- 舒曼：钢琴作品，“响棒” 录音公司，2009年[4]